# Élections législatives de 1958 en Moselle
Les élections législatives françaises de 1958 se déroulent les 23 et 30 novembre 1958. Dans le département de la Moselle, huit députés sont à élire dans le cadre de huit circonscriptions.

## Élus
| Circonscription | Député élu      | Parti | Parti |
| --------------- | --------------- | ----- | ----- |
| 1re             | Raymond Mondon  |       | CNIP  |
| 2e              | Paul Mirguet    |       | UNR   |
| 3e              | Jean Delrez     |       | CR    |
| 4e              | Robert Schuman  |       | MRP   |
| 5e              | Félix Mayer     |       | MRP   |
| 6e              | Jean Coumaros   |       | UNR   |
| 7e              | Jean Seitlinger |       | MRP   |
| 8e              | Georges Thomas  |       | UNR   |

## Système électoral
Pour la première fois depuis 1936, les élections législatives ont lieu au scrutin uninominal majoritaire à deux tours dans des circonscriptions uninominales.
Est élu au premier tour le candidat qui réunit la majorité absolue des suffrages exprimés et un nombre de voix au moins égal au quart (25 %) des électeurs inscrits dans la circonscription. Si aucun des candidats ne satisfait ces conditions, un second tour est organisé entre les candidats ayant réuni un nombre de voix au moins égal à 5 % des suffrages exprimés. Au second tour, le candidat arrivé en tête est déclaré élu.
Le seuil de qualification, basé sur un pourcentage relativement faible des suffrages exprimés, tend à faciliter l'accès au second tour de plus de deux candidats. Les candidats en lice au second tour peuvent ainsi fréquemment être trois, un cas de figure appelé « triangulaire ». Lorsque quatre candidats s'affrontent au second tour, on parle de « quadrangulaire ».

## Résultats

### Résultats à l'échelle du département
| Parti          | Parti                                            | Premier tour | Premier tour | Second tour | Second tour | Sièges |
| Parti          | Parti                                            | Voix         | %            | Voix        | %           | Sièges |
| -------------- | ------------------------------------------------ | ------------ | ------------ | ----------- | ----------- | ------ |
|                | Centre national des indépendants et paysans      | 64 279       | 20,45        | 46 342      | 23,19       | 1      |
|                | Union pour la nouvelle République                | 30 346       | 9,66         | 35 419      | 17,72       | 2      |
|                | Droite parlementaire                             | 94 625       | 30,11        | 81 761      | 40,91       | 3      |
|                |                                                  |              |              |             |             |        |
|                | Mouvement républicain populaire                  | 119 216      | 37,93        | 77 558      | 38,81       | 4      |
|                | Centre républicain                               | 35 963       | 11,44        | 21 336      | 10,68       | 1      |
|                | Parti communiste français                        | 32 791       | 10,43        | 17 483      | 8,75        | 0      |
|                | Section française de l'Internationale ouvrière   | 14 276       | 4,54         | Retrait     | Retrait     | 0      |
|                | Centre réformateur républicain                   | 6 112        | 1,94         | Retrait     | Retrait     | 0      |
|                | Parti républicain, radical et radical-socialiste | 4 088        | 1,30         |             |             | 0      |
|                | Union de la gauche socialiste                    | 2 574        | 0,82         | Retrait     | Retrait     | 0      |
|                | Union et fraternité française                    | 2 445        | 0,78         |             |             | 0      |
|                | Union des forces démocratiques                   | 2 180        | 0,69         | 1 698       | 0,85        | 0      |
|                |                                                  |              |              |             |             |        |
| Inscrits       | Inscrits                                         | 434 114      | 100,00       | 277 145     | 100,00      | 8      |
| Abstentions    | Abstentions                                      | 105 094      | 24,21        | 72 128      | 26,03       |        |
| Votants        | Votants                                          | 329 020      | 75,79        | 205 017     | 73,97       |        |
| Blancs et nuls | Blancs et nuls                                   | 14 750       | 4,48         | 5 181       | 2,53        |        |
| Exprimés       | Exprimés                                         | 314 270      | 95,52        | 199 836     | 97,47       |        |

### Résultats par circonscription

#### Première circonscription (Metz-I)
|                | Raymond Mondon élu | CNIP           | 25 149 | 52,7   |  |  |  |
|                | Charles Spitz      | CR             | 9 004  | 18,87  |  |  |  |
|                | Robert Chèvre      | PCF            | 7 088  | 14,85  |  |  |  |
|                | Jean Noblesse      | Extrême droite | 2 445  | 5,12   |  |  |  |
|                | Maurice Weisberg   | Radsoc         | 2 277  | 4,77   |  |  |  |
|                | Eugène Neyer       | SFIO           | 1 754  | 3,68   |  |  |  |
|                |                    |                |        |        |  |  |  |
| Inscrits       | Inscrits           | Inscrits       | 65 172 | 100,00 |  |  |  |
| Abstentions    | Abstentions        | Abstentions    | 15 655 | 24,02  |  |  |  |
| Votants        | Votants            | Votants        | 49 517 | 75,98  |  |  |  |
| Blancs et nuls | Blancs et nuls     | Blancs et nuls | 1 800  | 3,64   |  |  |  |
| Exprimés       | Exprimés           | Exprimés       | 47 717 | 96,36  |  |  |  |

#### Deuxième circonscription (Metz-II)
| Candidat       | Candidat         | Parti          | Premier tour | Premier tour | Second tour | Second tour |  |
| Candidat       | Candidat         | Parti          | Voix         | %            | Voix        | %           |  |
| -------------- | ---------------- | -------------- | ------------ | ------------ | ----------- | ----------- |  |
|                | Joseph Schaff    | MRP            | 15 931       | 39,8         | 14 904      | 38,5        |  |
|                | Paul Mirguet élu | UNR            | 10 556       | 26,37        | 18 293      | 47,25       |  |
|                | Paul Lavaux      | CR             | 8 397        | 20,98        | 3 186       | 8,23        |  |
|                | Léon Steinling   | PCF            | 3 122        | 7,8          | 2 332       | 6,02        |  |
|                | Francis Chauvet  | SFIO           | 2 021        | 5,05         | Retrait     | Retrait     |  |
|                |                  |                |              |              |             |             |  |
| Inscrits       | Inscrits         | Inscrits       | 54 436       | 100,00       | 54 448      | 100,00      |  |
| Abstentions    | Abstentions      | Abstentions    | 12 649       | 23,24        | 14 936      | 27,43       |  |
| Votants        | Votants          | Votants        | 41 787       | 76,76        | 39 512      | 72,57       |  |
| Blancs et nuls | Blancs et nuls   | Blancs et nuls | 1 760        | 4,21         | 797         | 2,02        |  |
| Exprimés       | Exprimés         | Exprimés       | 40 027       | 95,79        | 38 715      | 97,98       |  |

#### Troisième circonscription (Thionville-Ouest)
| Candidat       | Candidat         | Parti          | Premier tour | Premier tour | Second tour | Second tour |  |
| Candidat       | Candidat         | Parti          | Voix         | %            | Voix        | %           |  |
| -------------- | ---------------- | -------------- | ------------ | ------------ | ----------- | ----------- |  |
|                | Jean Delrez élu  | CR             | 13 338       | 33,33        | 15 964      | 39,72       |  |
|                | Jean Engler      | CNIP           | 12 301       | 30,74        | 13 929      | 34,65       |  |
|                | Pierre Caldérara | PCF            | 7 818        | 19,53        | 8 603       | 21,4        |  |
|                | Gaston Bongras   | UGS            | 2 574        | 6,43         | Retrait     | Retrait     |  |
|                | Paul Béron       | UFD            | 2 180        | 5,45         | 1 698       | 4,22        |  |
|                | Jacques Cauyette | Radsoc         | 1 811        | 4,53         |             |             |  |
|                |                  |                |              |              |             |             |  |
| Inscrits       | Inscrits         | Inscrits       | 58 233       | 100,00       | 58 225      | 100,00      |  |
| Abstentions    | Abstentions      | Abstentions    | 15 964       | 27,41        | 16 660      | 28,61       |  |
| Votants        | Votants          | Votants        | 42 269       | 72,59        | 41 565      | 71,39       |  |
| Blancs et nuls | Blancs et nuls   | Blancs et nuls | 2 247        | 5,32         | 1 371       | 3,3         |  |
| Exprimés       | Exprimés         | Exprimés       | 40 022       | 94,68        | 40 194      | 96,7        |  |

#### Quatrième circonscription (Thionville-Est)
|                | Robert Schuman élu | MRP            | 22 138 | 67,76  |  |  |  |
|                | Nicolas Schuller   | SFIO           | 6 073  | 18,59  |  |  |  |
|                | Georges Schmidt    | PCF            | 4 461  | 13,65  |  |  |  |
|                |                    |                |        |        |  |  |  |
| Inscrits       | Inscrits           | Inscrits       | 47 261 | 100,00 |  |  |  |
| Abstentions    | Abstentions        | Abstentions    | 11 924 | 25,23  |  |  |  |
| Votants        | Votants            | Votants        | 35 337 | 74,77  |  |  |  |
| Blancs et nuls | Blancs et nuls     | Blancs et nuls | 2 665  | 7,54   |  |  |  |
| Exprimés       | Exprimés           | Exprimés       | 32 672 | 92,46  |  |  |  |

#### Cinquième circonscription (Saint-Avold)
| Candidat       | Candidat           | Parti          | Premier tour | Premier tour | Second tour | Second tour |  |
| Candidat       | Candidat           | Parti          | Voix         | %            | Voix        | %           |  |
| -------------- | ------------------ | -------------- | ------------ | ------------ | ----------- | ----------- |  |
|                | Félix Mayer élu    | MRP            | 20 394       | 49,39        | 23 103      | 56,97       |  |
|                | Alex Wiltzer       | CNIP           | 9 616        | 23,29        | 14 481      | 35,71       |  |
|                | Willy Mittelberger | CRR            | 6 112        | 14,8         | Retrait     | Retrait     |  |
|                | Gabriel Schlosser  | PCF            | 2 825        | 6,84         | 2 971       | 7,33        |  |
|                | Pierre Thil        | SFIO           | 2 348        | 5,69         | Retrait     | Retrait     |  |
|                |                    |                |              |              |             |             |  |
| Inscrits       | Inscrits           | Inscrits       | 58 518       | 100,00       | 58 510      | 100,00      |  |
| Abstentions    | Abstentions        | Abstentions    | 15 431       | 26,37        | 16 630      | 28,42       |  |
| Votants        | Votants            | Votants        | 43 087       | 73,63        | 41 880      | 71,58       |  |
| Blancs et nuls | Blancs et nuls     | Blancs et nuls | 1 792        | 4,16         | 1 325       | 3,16        |  |
| Exprimés       | Exprimés           | Exprimés       | 41 295       | 95,84        | 40 555      | 96,84       |  |

#### Sixième circonscription (Forbach)
| Candidat       | Candidat          | Parti          | Premier tour | Premier tour | Second tour | Second tour |  |
| Candidat       | Candidat          | Parti          | Voix         | %            | Voix        | %           |  |
| -------------- | ----------------- | -------------- | ------------ | ------------ | ----------- | ----------- |  |
|                | Émile Engel       | MRP            | 17 384       | 47,75        | 16 529      | 44,39       |  |
|                | Jean Coumaros élu | UNR            | 13 577       | 37,3         | 17 126      | 46          |  |
|                | Pierre Muller     | PCF            | 4 425        | 12,16        | 3 577       | 9,61        |  |
|                | Xavier Vasseur    | SFIO           | 1 017        | 2,79         |             |             |  |
|                |                   |                |              |              |             |             |  |
| Inscrits       | Inscrits          | Inscrits       | 51 274       | 100,00       | 51 268      | 100,00      |  |
| Abstentions    | Abstentions       | Abstentions    | 13 651       | 26,62        | 13 385      | 26,11       |  |
| Votants        | Votants           | Votants        | 37 623       | 73,38        | 37 883      | 73,89       |  |
| Blancs et nuls | Blancs et nuls    | Blancs et nuls | 1 220        | 3,24         | 651         | 1,72        |  |
| Exprimés       | Exprimés          | Exprimés       | 36 403       | 96,76        | 37 232      | 98,28       |  |

#### Septième circonscription (Sarreguemines)
|                | Jean Seitlinger élu | MRP            | 24 317 | 70,84  |  |  |  |
|                | Auguste Klein       | UNR            | 6 213  | 18,1   |  |  |  |
|                | Édouard Meyer       | PCF            | 2 102  | 6,12   |  |  |  |
|                | Édouard Fogt        | CR             | 1 697  | 4,94   |  |  |  |
|                |                     |                |        |        |  |  |  |
| Inscrits       | Inscrits            | Inscrits       | 44 528 | 100,00 |  |  |  |
| Abstentions    | Abstentions         | Abstentions    | 8 734  | 19,61  |  |  |  |
| Votants        | Votants             | Votants        | 35 794 | 80,39  |  |  |  |
| Blancs et nuls | Blancs et nuls      | Blancs et nuls | 1 465  | 4,09   |  |  |  |
| Exprimés       | Exprimés            | Exprimés       | 34 329 | 95,91  |  |  |  |

#### Huitième circonscription (Sarrebourg)
| Candidat       | Candidat            | Parti          | Premier tour | Premier tour | Second tour | Second tour |  |
| Candidat       | Candidat            | Parti          | Voix         | %            | Voix        | %           |  |
| -------------- | ------------------- | -------------- | ------------ | ------------ | ----------- | ----------- |  |
|                | Georges Thomas élu  | MRP            | 19 052       | 45,57        | 23 022      | 53,37       |  |
|                | René Peltre         | CNIP           | 17 213       | 41,17        | 17 932      | 41,57       |  |
|                | Alfred Schmidt      | CR             | 3 527        | 8,44         | 2 186       | 5,07        |  |
|                | Pierre-Georges Thil | SFIO           | 1 063        | 2,54         |             |             |  |
|                | Jean Chailly        | PCF            | 950          | 2,27         |             |             |  |
|                |                     |                |              |              |             |             |  |
| Inscrits       | Inscrits            | Inscrits       | 54 692       | 100,00       | 54 694      | 100,00      |  |
| Abstentions    | Abstentions         | Abstentions    | 11 086       | 20,27        | 10 518      | 19,23       |  |
| Votants        | Votants             | Votants        | 43 606       | 79,73        | 44 176      | 80,77       |  |
| Blancs et nuls | Blancs et nuls      | Blancs et nuls | 1 801        | 4,13         | 1 036       | 2,35        |  |
| Exprimés       | Exprimés            | Exprimés       | 41 805       | 95,87        | 43 140      | 97,65       |  |